# Ждярські гори
Ждя́рські го́ри (чеськ. Žďárské vrchy) — північно-східна частина Чесько-Моравської височини у Чехії. Висоти до 836 м (гора Дев'ять скель).
Гори складені переважно гранітами. Містять родовища графіту, граніту та інше. Схили покриті хвойними лісами. Деревообробка, пасовища, скотарство.
Тип георельєфу являє собою рівнину з дугоподібною земною поверхнею на висотах приблизно 385—836 м, із середньою висотою 658,9 м і середнім нахилом 5 ° 13 ', що складається з кристалічних порід.
У ландшафті, типових вузьких хребтах зі скелями (наприклад, Дратеницька скала, Пасецька скала тощо), скельній системі типу невеликого скельного містечка (пам'ятка природи Дев'ять скель) та глибоких відкритих долинах, характерний профіль долини позначається як Георельєф типу «Ждар». Витоки річок Новоградка, Сазава та Свратка, найнижчий рівень р. Свратка на висоті 385 м нижче дамби водосховища Вір І на межі Поледецькоскальської врчовини та Сулковецької врчовини (кадастрові зони Карасін та Вир).
Горографія (орографія) височіє на південно-західному хребті Боровського лісу з вершинами Отава (734,5 м) і Карлштейн (783,4 м), висоти понад 800 м сягають пагорбів Девітіскальської Врховини та Поледецкоскальської Ліски Врховини, найвищої точки Жерховини. На скелястій вершині з географічною назвою Дев'ять скель (836,1 м над рівнем моря) на кадастровій території села Кржижанки в районі Ждяр-над-Сазавою, що належить до району Височина.

## Інтернет-ресурси
- Архівна копія на сайті Wayback Machine.
- Ждярські гори
- Mapa vrcholů — tzv. osmistovky [Архівовано 1 серпня 2020 у Wayback Machine.]
- Vrch — Internetová jazyková příručka [Архівовано 1 серпня 2020 у Wayback Machine.]
- Žďárské vrchy — daleké výhledy [Архівовано 21 вересня 2020 у Wayback Machine.] (fotografický soukromý projekt)
- Turistický portál Žďárské vrchy.cz [Архівовано 25 травня 2022 у Wayback Machine.] — se věnuje dění v oblasti již od roku 2001

| Чехія | Це незавершена стаття з географії Чехії. Ви можете допомогти проєкту, виправивши або дописавши її. |